# Powstanie robotnicze na St. Croix w 1878 roku

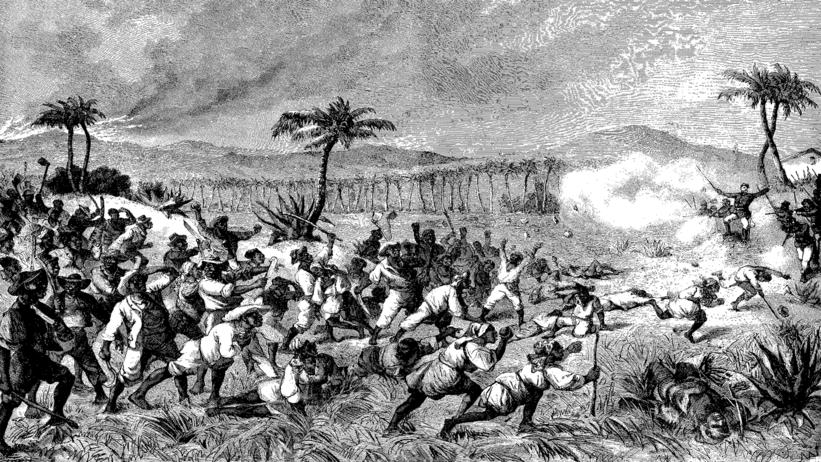
Ilustracja w Illustreret Tidende z 1878 r.

Powstanie robotnicze na St. Croix w 1878 roku – zamieszki wzniecone przez czarnych robotników na wchodzącej w skład Duńskich Indii Zachodnich wyspie St. Croix w 1878 r. w proteście przeciwko złym warunkom pracy.
Po zniesieniu niewolnictwa w 1848 r. nowe przepisy regulujące pracę byłych niewolników wydano w 1849 r. Przepisy uregulowały stawkę dziennego wynagrodzenia i pozwoliły robotnikom zmienić plantację, na której pracowali, w jednym dniu w roku – 1 października. Pomimo zniesienia niewolnictwa, warunki życia na wyspie pozostawały złe, większość robotników pracowała na tych samych plantacjach, co przed wyzwoleniem, a ich warunki zakwaterowania, opieka zdrowotna, edukacja i dochody nie uległy poprawie. Co więcej, w czasach niewolnictwa właściciel miał obowiązek opieki nad starymi i niezdolnymi do pracy niewolnikami, jednak nie miał takich zobowiązań wobec nominalnie wolnych ludzi, co powodowało narastanie frustracji wśród robotników. Sytuację pogorszyły słabe zbiory w latach 70. XIX wieku.
1 października wielu robotników świętowało krótki okres swobody pijąc we Frederiksted, jednak w miarę rozwoju wypadków zdarzenia zaczęły przybierać agresywny przebieg. Policja wysłana do stłumienia jednej z awantur dokonała siłowej pacyfikacji robotników, w efekcie której robotnik Henry Trotman trafił do szpitala. Wśród pozostałych na ulicach robotników rozeszły się wkrótce plotki, według których Trotman zmarł wskutek brutalności policji.
Pogłoski o śmiertelnej ofierze policji spowodowały eskalację zamieszek i choć Trotman nie zmarł, policja zmuszona była wycofać się do fortu pod naporem tłumu. Robotnicy podjęli nieudaną próbę zdobycia umocnień, jednak nie mieli ku temu środków. Policja posłała natomiast kuriera do Christiansted na drugim końcu wyspy z prośbą o sprowadzenie posiłków.
Rankiem następnego dnia do miasta dotarło wojsko z Christiansted, jednak pacyfikacja trwała cały dzień. W walkach z 1878 r. zniszczone zostały liczne posiadłości, cukrownie, ok. 50 plantacji, a ponad połowa Frederiksted została spalona, przy czym wiele sklepów splądrowano. Szczególnie aktywne wśród buntowników były Mary Thomas, Axeline Elizabeth Salomon (zwana Agnes) i Mathilda McBean, zwane królowymi, które po uzyskaniu autonomii stały się narodowymi bohaterkami wyspy, a przed gmachem Narodowego Muzeum Sztuki w Kopenhadze wiosną 2018 r. ustawiono pomnik Mary Thomas.
W walkach zginęło ok. 100 czarnych robotników, w większości zastrzelonych przez duńskie wojsko, oraz trzech Europejczyków, w tym dwóch żołnierzy i jeden właściciel plantacji. Zaraz po pacyfikacji buntu ustanowiono we Frederiksted i Christiansted sądy doraźne, które 51 osób skazały na śmierć – 12 wyroków niezwłocznie wykonano, 39 osób odesłano do Danii. Wśród zesłańców 34 osobom wyroki zamieniono na ciężkie roboty, a 5 (w tym królowym) dożywotnie więzienie i ciężkie roboty.
Po zajściach nastąpiła nieznaczna poprawa warunków życia robotników, w tym podniesienie płac, jednak walka o godne warunki pracy trwała aż do sprzedaży Duńskich Indii Zachodnich 31 marca 1917 r. na rzecz USA.